# Ivan Kamberipa
Ivan Kamberipa (Windhoek, Namibia; 3 de febrero de 1994) es un futbolista de Namibia que juega en la posición de lateral izquierdo con el Orapa United de la Liga Premier de Botsuana desde el 2023.

## Carrera

### Club
| Periodo   | Club             |
| --------- | ---------------- |
| 2012–2015 | Rebels FC        |
| 2015–2021 | African Stars FC |
| 2021–2023 | Masitaoka FC     |
| 2023–     | Orapa United     |

### Selección nacional
Debutó con Namibia el 28 de mayo de 2019 en la derrota por 1-2 ante Malaui por la Copa COSAFA 2019, mismo año en el que fue convocado para jugar en la Copa Africana de Naciones donde no jugó ninguno de los tres partidos en el torneo.
Fue connocado para jugar en la Copa Africana de Naciones 2023 donde jugó en el empate 0-0 ante Malí y en la derrota por 0-3 ante Angola en octavos de final, en ambos partidos jugó de titular. Su primer gol internacional lo anotó el 1 de julio de 2024 en la victoria por 2-1 sobre Lesoto por la Copa COSAFA 2024.

## Logros
- Namibia Premier League: 2017–18
- Namibia FA Cup: 2018